# Judith Chime
Judith Chime (20 de maio de 1978) é uma ex-futebolista nigeriana que atuava como goleira.

## Carreira
Judith Chime integrou o elenco da Seleção Nigeriana de Futebol Feminino, nas Olimpíadas de 2000. 